# Међународни дан спорта за развој и мир
Међународни дан спорта за развој и мир је годишња прослава утицаја спорта да покрене друштвене промене, развој заједнице и да подстакне мир и разумевање. Обележавање овог дана је покренуто од стране Генералне скупштине Уједињених нација 23. августа 2013. године, уз подршку Међународног олимпијског комитета која је уследила 6. априла 2014. године. Овај датум обележава одржавање првих Олимпијских игара модерне ере у Атини (Грчка) 1896. године.
Међународни олимпијски комитет (МОК), у својству сталног посматрача при Уједињеним нацијама, подржава ову иницијативу, јер вреднује њен потенцијал да препозна улогу спортских организација и допринос друштвеним променама и људском развоју. Другим речима, то је прилика за МОК да истакне како спортисти и олимпијски покрет користе спорт за подстицање мира, помирења и развоја, наглашавајући снагу Олимпијских игара за промовисање толеранције и солидарности међу учесницима, навијачима и људима широм света.